# Gaal György (író)
Gaal György vagy Gaál György (Pozsony, 1783. április 21. – Bécs, 1855. november 6.) író, könyvtáros, mesekutató, műfordító.

## Élete
Apja, Gaal Mihály Heves vármegyéból származott, s az akkor Pozsonyban székelt királyi udvari kamara tisztviselője volt, anyja neve Anna volt. 1784-ben a kamarai igazgatóság, így apja is Budára költözött. Gaal itt kezdte járni iskoláit, folytatta Vácon, Egerben, Pozsonyban, befejezte Pesten az egyetemen és Bécsben. A tudomány iránti érdeklődést Dugonics András, akinek tanítványa volt, keltette fel benne. Már ifjú korában nagy érdekkel és figyelemmel viseltetett a nép szokásai, adomái, meséi s példabeszédei iránt. Mig apja az irodában volt, a fiú Napóleon császár életét, August Gottlieb Meissner és Friedrich Schiller műveit fordította. 1804-ben Kismartonban Eszterházy herceg jószágigazgatásánál nyert alkalmazást. A már akkor nagy olvasottságú, terjedelmes nyelvismeretű ifjú feltűnt a hercegnek, ki belátta, hogy Gaal nem ily foglalkozásra termett; azért 1808-ban a Bécsbe áttett könyvtára mellé őrnek, és 1811-ben könyvtárnoknak nevezte ki. Itt Görög Demeterrel, a koronaherceg akkori nevelőjével ismerkedett meg, aki bevezette őt a kor magyar irodalmába. Gaal ennek folytán az idegen nyelvekben való gyakorlottságát arra használta, hogy magyar művek fordításával kezdette a külföld figyelmét irodalmunkra vonni. 1855-ben Törökországba utazott, oda menekült egyetlen fiát, Gaal Gusztávot meglátogatni. Innen betegen tért vissza, s hamarosan elhunyt.

## Munkái

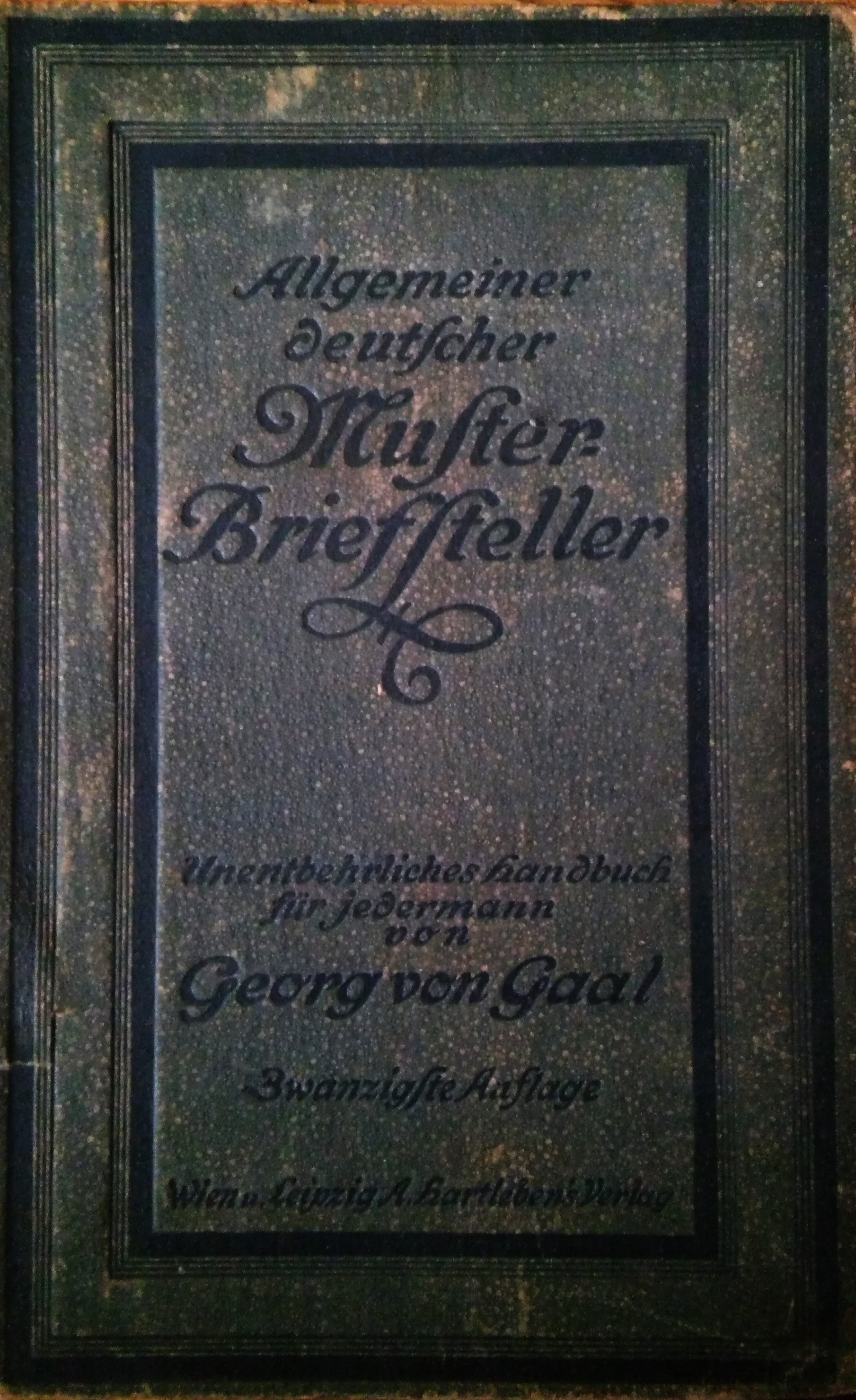
Allgemeiner Deutscher Muster-Briefsteller (1900-as évek eleji kiadás)

- A régi és mostani legnevezetesebb időbeliek hires tetteiknek és életeiknek hiteles rajzolatjok, melyet Schiller és Meiszner történetiróknak német munkájok szerént megmagyarázott. Pest, 1803.
- A tudós palócz avagy Furkács Tamásnak Monosbélbe lakó sógor urához irt levelei. Pest, 1803–4. (Ezekben Pest és Buda lakosainak ferdeségeit, bohóságait, nevetséges oldalait ostorozza; hat havi füzete jelent meg.)
- Die Horen, ein Liederkranz. Dresden, 1812.
- Gedichte. Dresden, 1812. (2. bőv. kiadás Zerbst. 1825.)
- Die Farben, Symbolische Scene. Wien, 1815.
- Friedenshymne den drei erhabenen Monarchen: Franz I., Alexander I. und Friedrich Wilhelm III. gewidmet, Wien, 1815.
- Die nordischen Gäste oder der neunte Januar 1814. ein Gedicht in 12 Gesängen. Wien, 1819.
- Tatika, Sage, aus dem ungarischen des Alexadner von Kisfaludy. Wien, 1820.
- Theater der Magyaren I. Band. Brünn. 1820. (Kisfaludy Károly, Tatárok, Ilka és Stibor drámáinak verses fordítása, bevezetésében a magyar szinészet jelesen irt történetével.)
- Polymnia, eine Auswahl von mehr als dreitausend Stellen aus den Werken der vorzüglichsten deutschen lyrischen Dichter älterer und neuerer Zeit, sammt einem reichhaltigen, zum Behufe schnellen Auffindens jeder Stelle eingerichteten Sachregister. Brünn, 1820–21. Négy kötet.
- Märchen der Magyaren. Wien, 1822. (Számszerint 17.)
- Die Vertheidigung von Güns gegen Sultan Soliman im Jahre 1532. Wien, 1828. (Különnyomat az Oesterr. Milit. Zeitschriftból.)
- Sprüchwörterbuch in sechs Sprachen, Deutsch, Englisch, Latein, Italienisch, Französisch und Ungrisch. Wien, 1830. Online
- Mythologisches Taschenbuch zu Loder's, Ender's, Russ' und anderer Künstler Zeichnungen, Wien, 1833.
- Allgemeiner Deutscher Muster-Briefsteller... und österreichischer Haussecrätär für das Privatgeschäftsleben... Nebst einem Abriss der Buchhaltungswissenschaft, Interessen und Wechselrechnungen, vergleichende Münz-, Maass- und Gewichtstabellen und die nöthige Auskunft über Postgegenstände, Eisenbahnen und Dampfschiffahrt. Güns. 1834. (2. kiadás. Kőszeg, 1839. 3. Fürstedler L. által átdolgozott kiadás. Bécs és Lipcse. 1854. 11. k. Bécs, 1890.)
- Erzählungen, Sagen, Märchen und historische Anekdoten aus dem Französ., Italien., Spanisch., Englisch. und Ungarischen. Wien, 1834.
- Catalog der fürstlich Eszterházy'schen Gemälde-Gallerie in Wien. Wien, 1834 (Magyarúl és németül.)
- Gaál György magyar népmese-gyüjteménye. Kiadták Kazinczy Gábor és Toldy Ferencz. Pest, 1857. 1860. Három kötet (53 mesét tartalmaz, melyből hetet Erdélyi közölt 1855-ben Népmeséiben.)
- Ungarische Volksmärchen. Nach der aus Gaaľs Nachlass herausgegebenen Urschrift übersetzt von G. Stier. Pest, 1857. (23 fametszettel. Ism. Pest-Ofner Zeitung 177. sz. Dux Adolf.)

### Kéziratban
Jegyzetei olvasmányaiból, melyeket Beer Jakab, über den Einfluss der Lectüre auf Menschenbildung. Wien, 1833. dicsérettel említ; ezek közt van egy Allg. deutsches Reimlexicon, Adelung, Campe és Heinsius után, mely befejezéséhez közel járt; továbbá egy Deutsches Reimlexicon für lyrische Dichter, Lexikographen und Grammatiker sat.; több ivrét kötetből áll e gyűjtemény, mely regiszterekkel van ellátva.
Levelei Horváth Istvánhoz Bécsből 1820–27-ig (magyar és német) megvannak az Országos Széchényi Könyvtár kézirattárában.

### Cikkei
A Tudományos Gyűjteményben (1821. Polylogiai mulatság az álomról és alvásról, 1823. IX. a Tripartitum, seu de analogia linguarum libellus. Viennae, 1820–23. c. munka becses birálata), az Aurórában (1829. Régi szokás megmarad, perzsa rege); a Felsőmagyarországi Minervában (1829. Anekdoták és charaktervonások hires képirók életéből), a német lapokba gyakran írt a magyar irodalomról.